# Simulium covagarciai
Simulium covagarciai är en tvåvingeart som beskrevs av Perez, Yarzabal och Tada 1984. Simulium covagarciai ingår i släktet Simulium och familjen knott.
Artens utbredningsområde är Venezuela. Inga underarter finns listade i Catalogue of Life.